# Paolo Olmi
Pour les articles homonymes, voir Olmi.
Paolo Olmi est un musicien et chef d'orchestre italien né en 1954.

## Biographie
Paolo Olmi a commencé sa carrière en 1979 en tant que chef d'orchestre. Sur la scène lyrique, il a dirigé d'abord au Teatro Communale de Bologne puis sur les principales scènes du monde entier. Il a en particulier dirigé Moïse en Égypte à Rome puis à Munich, et a obtenu le prix du Meilleur opéra de l'année pour sa production de Guillaume Tell au Théâtre des Champs-Élysées.
En Italie, il s'est produit au Teatro Carlo Felice de Gênes, aux Arènes de Vérone ;  à Londres au Royal Festival Hall et à Covent Garden.
Il a dirigé Les Noces de Figaro à Lyon et de nombreuses œuvres à Strasbourg. Il est également régulièrement invité au Deutsche Oper de Berlin depuis 1992. En 2000 il a dirigé Aïda lors de l'inauguration du Théâtre de Shanghai. De 2006 à fin 2010 il est directeur musical de  l'opéra national de Lorraine et de l'Orchestre symphonique et lyrique de Nancy. Il est directeur musical de l'Young Musicians Symphony Orchestra, fondée en 2007 et se compose de 100 jeunes musiciens.